# زورونج
زورونج هو مارس روفر صيني ويعتبر أول مركبة جوالة صيني لكوكب أخر وهو جزء من مهمة تيان وين-1،تم إطلاق المركبة في 23 يوليو 2020 وهبطت على المريخ في 14 مايو 2021.